# Jam FM
Jam FM (Eigenschreibweise: JAM FM) ist ein privater Hörfunksender mit dem Profil einer „Radio-Jugendmarke“. Der Sender ist sowohl deutschlandweit über Kabel und Satellit als auch über einen Livestream empfangbar.
Das Programm wird überwiegend von Hörern aus dem Raum Berlin-Brandenburg gehört. Die Media-Analyse für 2025 weist für Montag bis Freitag eine durchschnittliche Stundenreichweite von 66.000 Hörern aus, davon allein 43.000 Hörer in Berlin-Brandenburg.

## Geschichte
Der Sender wurde 1993 in Berlin gegründet und ging am 15. Januar 1994 deutschlandweit im Kabel auf Sendung. Am 1. August 1994, 12:00 Uhr ging Jam FM vorübergehend in Hit FM auf. Der Eigentümer des Münchner Senders 89 Hit FM war zu dem Zeitpunkt bei Jam FM eingestiegen und wollte es in ein Hit-Musikformat umwandeln. 89 Hit FM war damals das erste Mal außerhalb Münchens (24 Stunden über Kabel und den Satelliten Kopernikus auf 23,5° Ost) zu hören, wo es mit der UKW 89,0 eine terrestrische Frequenz unterhielt. Das Joint Venture hielt allerdings nur ungefähr sechs Wochen. Mitte September 1994 wurde Hit FM wieder vom Satelliten und aus den Kabelnetzen genommen. Fortan sendete es wieder 12 Stunden pro Tag in München.
Bis Oktober 1994 lief auf Jam FM eine Dauerschleife, dann wurde der reguläre Programmbetrieb wiederaufgenommen. Über die Anfänge des Senders und seine Bedeutung für Black Music in Deutschland berichtete Jörg Wachsmuth (1994–2005 Moderator bei Jam FM u. a. Morningshow Sunrise von 1997–2002) in einem Interview für Detektor.FM von einem teilweise experimentellen Programm, dem gelebten Motto „The Finest in Black Music“ und dem großen Vorbild Kiss FM New York.
Mit dem Ausscheiden des Gesellschafters und Geschäftsführers Matthias Bimmermann Ende 2004 hat der Gesellschafter Frank Nordmann die Geschäftsführung der Skyline Medien GmbH, Markeninhaberin von Jam FM, selbst übernommen. 2005 kaufte die Saarbrücker Zeitung die Skyline Medien Saarland GmbH und damit das Programm und die saarländischen Frequenzen von Jam FM Saarland.
Der geschäftsführende Gesellschafter Frank Nordmann strukturierte den Sender 2005 völlig um. Neu ins Unternehmen kam Reyk Heyer, der von BB Radio als Programmdirektor zu Jam FM wechselte, erstmals professionelle und zeitgemäße Strukturen einführte und das Programm als „Black Music Radio“ vermarktete. Nach dessen Ausscheiden übernahm Ricky Breitengraser für wenige Wochen die Redaktionsleitung. Nach einem Interview für das ZDF-Magazin Frontal 21 verließ Breitengraser den Sender, hatte jedoch zuvor noch eine erneute Umgestaltung des Programms verantwortet, durch die ab August 2007 einige etablierte Spezialsendungen gestrichen wurde, u. a. die JAMacianVibez mit Michael Berth sowie der QuietStorm mit Oliver Springer, ebenso Bluenotes (Jazz) mit Stephan Oettel. Andere Formate gingen ebenfalls verloren, so z. B. der Replay mit Megan Jones oder der Nightgroove mit Beate Dyballa. Die ebenfalls abgesetzte Deutschrapshow JAM's Rapublik wurde dank des Einsatzes der Hörer wieder in das Programm von Jam FM aufgenommen.
Zeitweilig wurde Jam FM auch im Saarland terrestrisch ausgestrahlt. Dort wurde auch am Nachmittag eine regionale Sendung gestaltet. An dem saarländischen Ableger waren neben Jam FM selbst auch die Saarbrücker Zeitung mit 30 % und der big-FM-Gesellschafter Moira Rundfunk (gehört zur Medien Union) mit 19 % beteiligt. Seit dem 5. September 2005 sendet über die ehemaligen Frequenzen von Jam FM Saarland der Sender BigFM Saarland.
Im Herbst 2007 verließen Frank Nordmann und Reyk Heyer sowie die Mehrzahl der Mitarbeiter den Sender. Neuer Geschäftsführer wurde Matthias Gülzow, der diese Aufgabe zusätzlich zu seiner Tätigkeit als Geschäftsführer der Radio Paradiso GmbH & Co. KG und R.H.B. Radiohaus Berlin GmbH innehat. Am 1. Januar 2010 stellte Jam FM die analoge Kabelverbreitung und Satellitenverbreitung ein, nachdem man kurz zuvor erstmals digital über Astra sendete.
Im Jahr 2014 erwarb die RTL Radio Center Berlin GmbH, eine hundertprozentige Tochter von RTL Radio Deutschland, zehn Prozent der Anteile des Unternehmens. Seitdem sendet Jam FM aus den Studios am Kurfürstendamm in Berlin-Charlottenburg. Im Januar 2019 erhöhte der Gesellschafter die Anteile auf 49,9 Prozent.
Seit Februar 2011 ist Carolin Häublein Geschäftsführerin des Senders. Weiterer Geschäftsführer ist Stephan Schmitter.
Anfang 2021 ist Jam FM mit den Sendern RTL – Deutschlands Hit-Radio, 104.6 RTL und 105’5 Spreeradio in das RTL Audiocenter Berlin umgezogen. Die neu errichteten Studios behielten ihren Standort am Kurfürstendamm.

## Programm
Der Sender spielt als Radioformat eine Mischung aus CHR-Rhythmic und Urban Contemporary (UC). Veranstaltungen, Konzerte, Clubs und Live-Entertainment sind ebenfalls Bestandteile des Programms von Jam FM. Nachrichten laufen meist fünf Minuten vor der vollen Stunde.
Das Programm wird überwiegend von festen Moderatoren moderiert. Die meistgehörte Sendung von Jam FM ist die Morgensendung „Jam FM Morningshow“.

## Verbreitung
terrestrisch
Seit 2001 sendet Jam FM in Berlin und Brandenburg auch terrestrisch, erst über kleinere Frequenzen im Berliner Umland, die die Innenstadt aber nicht erreichten, seit der Einstellung der Verbreitung des FAZ Businessradios über dessen Berliner UKW-Frequenz 93,6 MHz, die mit 2,4 kW vom Berliner Fernsehturm strahlt und eine technische Reichweite von 4,6 Millionen Hörer hat.
Seit April 2022 sendet Jam FM in Hamburg und seit Mitte März 2023 auch in Sachsen über DAB+. Seit Anfang Juli ist Jam FM auch in Niedersachsen über DAB+ empfangbar.
Satellit
Das Programm ist über den Satelliten Astra 19.2° Ost in DVB-S-Standard als Audiosignal zu empfangen.
App
Jam FM ist auch über die APP hörbar. Dort werden zudem verschiedene andere Streams angeboten.
Besonderheiten auf Twitch
Seit Anfang 2020 streamt Jam FM verschiedene Sendungen auf der Streamingplattform Twitch und ist Twitch-Partner. Der Kanal auf Twitch heißt „RADIOJAMFM“ und hat über 58.800 Follower (Stand: 01/2023). In den Streams sind Interaktionen und Chattalks mit den jeweiligen Moderatoren möglich. Regelmäßig werden die Zuschauer auf Twitch z. B. mit einem Voting eingebunden, dessen Ergebnis dann live in die Radiosendung eingebaut wird.